# Canalone (pista sciistica)
(Dino Buzzati a proposito del Canalone di Madesimo)
Il Canalone è un fuoripista sciistico che si trova nel comune di Madesimo facente parte della Skiarea Valchiavenna. È considerato una delle piste più belle e impegnative delle Alpi.
L'itinerario, consigliato solo agli sciatori più esperti, inizia dalla stazione di arrivo della funivia della Val di Lei a 2800 m sul livello del mare, posta poco sotto la cima del pizzo Groppera, e si conclude all'imbocco dell'alpe Groppera, congiungendosi qui alle altre piste della località. Il Canalone, non essendo ufficialmente una pista, non ha un tracciato ben definito, anche perché può essere affrontato da diversi punti. Comunque, è lungo circa 2,5 km per un dislivello totale di quasi 1000 metri. Il Canalone inizia con uno scivolo molto lungo e ripido. Il "Canalone" vero e proprio arriva solo più tardi: qui la neve fresca è intervallata da spuntoni di rocce. La pista è raccomandata solo agli sciatori più abili proprio perché molto impegnativa, ripida e perché "fuori pista", non protetta dal rischio valanghe. 
Nel mese di aprile o maggio, sul tracciato principale della pista, si è svolto, per vari anni, il "Gigantissimo del Canalone", gara di slalom gigante caratterizzata da particolare lunghezza e difficoltà. Più recentemente per due stagioni invece è stata organizzata una gara di freeride.